# Giải vô địch bóng đá các quốc gia châu Phi
Giải vô địch bóng đá các quốc gia châu Phi (tiếng Anh: CAF Nations League) là một giải vô địch bóng đá giữa các đội tuyển quốc gia ở châu Phi, được tổ chức bởi CAF. Giải đấu lần đầu tiên được tổ chức vào năm 2019 và thể thức giống như UEFA Nations League, các quốc gia thành viên sẽ được chia làm bốn nhóm A, B, C và D. Trong đó nhóm A gồm những đội tuyển được xem là mạnh nhất, nhóm D gồm những đội xếp thấp nhất. Giải đấu được tổ chức vào ngày thi đấu quốc tế FIFA. Đây được coi là giải đấu phụ và không danh giá bằng Cúp bóng đá châu Phi.

## Định dạng
Giải đấu đầu tiên sẽ diễn ra từ tháng 8 năm 2019 đến 2021. Đội giành chiến thắng tại giải đấu A cũng là đội vô địch. Đội vô địch sẽ gặp đội giành được chiến thắng chung cuộc tại Cúp bóng đá châu Phi trong trận Siêu cúp châu Phi. Đội đứng nhất mỗi bảng đấu sẽ thăng lên giải đấu cao hơn còn đội chót bảng thì phải xuống hạng.

## Các đội
- Giải đấu A: Sénégal, Tunisia, Cộng hòa Dân chủ Congo, Ghana, Maroc, Cameroon, Nigeria, Burkina Faso, Mali, Algérie, Ai Cập, Cabo Verde.
- Giải đấu B: Bờ Biển Ngà, Guinée, Nam Phi, Zambia, Uganda, Congo, Gabon, Bénin.
- Giải đấu C: Angola, Guiné-Bissau, Madagascar, Mauritanie, Nigeria, Togo, Zimbabwe, Kenya.
- Giải đấu D: Tanzania, Comoros, Seychelles, Libya, Malawi, Ethiopia, Liberia, Sierra Leone.
  - Nguồn:"Ligue des Nations CAF: le Maroc dans la division A". www.sport24info.ma. ngày 24 tháng 12 năm 2018. Bản gốc lưu trữ ngày 26 tháng 12 năm 2018. Truy cập ngày 26 tháng 12 năm 2018.